# Wielersport op de Olympische Zomerspelen 1996
Bij de Olympische Zomerspelen van 1996 in Atlanta werd gestreden in drie wielerdisciplines: wegwielrennen, baanwielrennen en mountainbike. Dat laatste onderdeel stond voor het eerst op het olympisch programma.

## Mannen

### baan

#### tijdrit, 1000 m
| rang   | sporter(s)          | land | tijd     |
| ------ | ------------------- | ---- | -------- |
| Goud   | Florian Rousseau    | FRA  | 1:02.712 |
| Zilver | Erin Hartwell       | USA  | 1:02.940 |
| Brons  | Takanobu Jumonji    | JPN  | 1:03.261 |
| 4      | Sören Lausberg      | GER  | 1:03.514 |
| 5      | Jean-Pierre van Zyl | RSA  | 1:04.214 |
| 6      | Gregorz Krejner     | POL  | 1:04.697 |
| 7      | Dimitrios Georgalis | GRE  | 1:04.995 |
| 8      | Ainars Kiksis       | LAT  | 1:05.457 |

#### sprint
| rang   | sporter(s)       | land | heat 1 | heat 2 |
| ------ | ---------------- | ---- | ------ | ------ |
| Goud   | Jens Fiedler     | GER  | 10.664 | 11.074 |
| Zilver | Marty Nothstein  | USA  | -      | -      |
| Brons  | Curt Harnett     | CAN  | 10.947 | 10.949 |
| 4      | Gary Neiwand     | AUS  | -      | -      |
| 5      | Darryn Hill      | AUS  | 11.072 |        |
| 6      | Frédéric Magné   | FRA  | -      |        |
| 7      | Eyk Pokorny      | GER  | -      |        |
| 8      | Florian Rousseau | FRA  | -      |        |

#### individuele achtervolging, 4000 m
| rang   | sporter(s)         | land | tijd      |
| ------ | ------------------ | ---- | --------- |
| Goud   | Andrea Collinelli  | ITA  | 4:20.893  |
| Zilver | Philippe Ermenault | FRA  | 4:22.714  |
| Brons  | Bradley McGee      | AUS  | 4:26.121  |
| 4      | Aleksej Markov     | RUS  | 4:26.828  |
| 5      | Juan Martínez      | ESP  | 4:28.310  |
| 6      | Heiko Szonn        | GER  | 4:31.583  |
| 7      | Andrej Jatsenko    | UKR  | ingelopen |
| 8      | Walter Pérez       | ARG  | ingelopen |

#### ploegachtervolging, 4000 m
| rang   | sporter(s)                                                                                | land | tijd     |
| ------ | ----------------------------------------------------------------------------------------- | ---- | -------- |
| Goud   | Christophe Capelle Philippe Ermenault Jean-Michel Monin Francis Moreau                    | FRA  | 4:05.930 |
| Zilver | Anton Chantyr Eduard Gritsun Nikolai Koeznetzov Aleksej Markov                            | RUS  | 4:07.730 |
| Brons  | Bradley McGee Stuart O'Grady Dean Woods Timothy O'Shannessey (Brett Aitken)               | AUS  | 4:07.570 |
| 4      | Adler Capelli Mauro Trentini Andrea Collinelli Cristiano Citton                           | ITA  | 4:08.460 |
| 5      | Juan Martínez Juan Llaneras Santos González Adolfo Alperi Plaza                           | ESP  | 4:11.310 |
| 6      | Dirk Copeland Mariano Friedick Adam Laurent Michael McCarthy                              | USA  | 4:12.470 |
| 7      | Oleksandr Fedenko Andrej Jatsenko Serhij Matvjejev Oleksandr Symonenko (Bogdan Bondarjev) | UKR  | 4:12.794 |
| 8      | Greg Henderson Brendon Cameron Timothy Carswell Julian Dean                               | NZL  | 4:15.610 |

#### puntenkoers
| rang   | sporter(s)        | land | punten      |
| ------ | ----------------- | ---- | ----------- |
| Goud   | Silvio Martinello | ITA  | 37          |
| Zilver | Brian Walton      | CAN  | 29          |
| Brons  | Stuart O'Grady    | AUS  | 25          |
| 4      | Vassil Jakovlev   | UKR  | 24          |
| 5      | Francis Moreau    | FRA  | 21          |
| 6      | Juan Llaneras     | ESP  | 17          |
| 7      | Milton Wynants    | URU  | 6           |
| 8      | Cho Ho-sung       | KOR  | -1 ronde 14 |

### weg

#### individueel
Afstand: 221.85 km
| rang   | sporter(s)       | land | tijd    |
| ------ | ---------------- | ---- | ------- |
| Goud   | Pascal Richard   | SUI  | 4:53:56 |
| Zilver | Rolf Sørensen    | DEN  | 4:53:56 |
| Brons  | Max Sciandri     | GBR  | 4:53:58 |
| 4      | Frankie Andreu   | USA  | 4:55:10 |
| 5      | Richard Virenque | FRA  | 4:55:10 |
| 6      | Melchor Mauri    | ESP  | 4:55:11 |
| 7      | Fabio Baldato    | ITA  | 4:55:24 |
| 8      | Michele Bartoli  | ITA  | 4:55:24 |
|        |                  |      |         |
| dnf    | Lucien Dirksz    | ARU  | opgave  |

#### tijdrit
Afstand: 52.2 km
| rang   | sporter(s)         | land | tijd    |
| ------ | ------------------ | ---- | ------- |
| Goud   | Miguel Indurain    | ESP  | 1:04:05 |
| Zilver | Abraham Olano      | ESP  | 1:04:17 |
| Brons  | Chris Boardman     | GBR  | 1:04:36 |
| 4      | Maurizio Fondriest | ITA  | 1:05:01 |
| 5      | Tony Rominger      | SUI  | 1:06:05 |
| 6      | Lance Armstrong    | USA  | 1:06:28 |
| 7      | Alex Zülle         | SUI  | 1:06:33 |
| 8      | Patrick Jonker     | AUS  | 1:06:54 |

### mountainbike

#### crosscountry
| rang   | sporter(s)          | land | tijd    |
| ------ | ------------------- | ---- | ------- |
| Goud   | Bart Brentjens      | NED  | 2:17:38 |
| Zilver | Thomas Frischknecht | SUI  | 2:20:14 |
| Brons  | Miguel Martinez     | FRA  | 2:20:36 |
| 4      | Christophe Dupouey  | FRA  | 2:25:03 |
| 5      | Daniele Pontoni     | ITA  | 2:25:08 |
| 6      | José Andres Brenes  | CRC  | 2:25:51 |
| 7      | Lennie Kristensen   | DEN  | 2:26:02 |
| 8      | Luca Bramati        | ITA  | 2:26:05 |

## Vrouwen

### baan

#### sprint
| rang   | sporter(s)        | land | heat 1 | heat 2 | heat 3 |
| ------ | ----------------- | ---- | ------ | ------ | ------ |
| Goud   | Félicia Ballanger | FRA  | 11.903 | 12.096 |        |
| Zilver | Michelle Ferris   | AUS  | -      | -      |        |
| Brons  | Ingrid Haringa    | NED  | -      | 12.074 | 11.782 |
| 4      | Anett Neumann     | GER  | 12.620 | -      | -      |
| 5      | Oksana Grisjina   | RUS  | 12.416 |        |        |
| 6      | Erika Salumäe     | EST  | -      |        |        |
| 7      | Wang Yan          | CHN  | -      |        |        |
| 8      | Tanya Dubnicoff   | CAN  | -      |        |        |

#### individuele achtervolging, 3000 m
| rang   | sporter(s)         | land | tijd      |
| ------ | ------------------ | ---- | --------- |
| Goud   | Antonella Bellutti | ITA  | 3:33.595  |
| Zilver | Marion Clignet     | FRA  | 3:38.571  |
| Brons  | Judith Arndt       | GER  | 3:38.744  |
| 4      | Yvonne McGregor    | GBR  | 3:40.885  |
| 5      | Rebecca Twigg      | USA  | 3:41.611  |
| 6      | Rasa Mazeikite     | LAT  | 3:42.129  |
| 7      | Sarah Ulmer        | NZL  | 3:45.761  |
| 8      | Kathryn Watt       | AUS  | ingelopen |

#### puntenkoers
| rang   | sporter(s)              | land | punten |
| ------ | ----------------------- | ---- | ------ |
| Goud   | Nathalie Lancien        | ITA  | 24     |
| Zilver | Ingrid Haringa          | NED  | 23     |
| Brons  | Lucy Tyler-Sharman      | AUS  | 17     |
| 4      | Svetlana Samokhvalova   | RUS  | 14     |
| 5      | Maureen Kaila Vergara   | ESA  | 11     |
| 6      | Ljoedmila Gorozjanskaja | BLR  | 11     |
| 7      | Tea Vikstedt-Nyman      | FIN  | 9      |
| 8      | Jacqueline Nelson       | NZL  | 8      |

### weg

#### individueel
Afstand: 104.4 km
| rang   | sporter(s)             | land | tijd    |
| ------ | ---------------------- | ---- | ------- |
| Goud   | Jeannie Longo-Ciprelli | FRA  | 2:36:13 |
| Zilver | Imelda Chiappa         | ITA  | 2:36:38 |
| Brons  | Clara Hughes           | CAN  | 2:36:44 |
| 4      | Vera Hohlfeld          | GER  | 2:37:06 |
| 5      | Jolanta Polikevičiūtė  | LTU  | 2:37:06 |
| 6      | Zoelfia Zabirova       | RUS  | 2:37:06 |
| 7      | Alessandra Cappellotto | ITA  | 2:37:06 |
| 8      | Barbara Heeb           | SUI  | 2:37:06 |

#### tijdrit
Afstand: 26.1 km
| rang   | sporter(s)             | land | tijd  |
| ------ | ---------------------- | ---- | ----- |
| Goud   | Zoelfia Zabirova       | RUS  | 36:40 |
| Zilver | Jeannie Longo-Ciprelli | FRA  | 37:00 |
| Brons  | Clara Hughes           | CAN  | 37:13 |
| 4      | Kathryn Watt           | AUS  | 37:53 |
| 5      | Marion Clignet         | FRA  | 38:14 |
| 6      | Tea Vikstedt-Nyman     | FIN  | 38:24 |
| 7      | Jolanta Polikevičiūtė  | LTU  | 38:27 |
| 8      | Imelda Chiappa         | ITA  | 38:47 |

### mountainbike

#### crosscountry
| rang   | sporter(s)          | land | tijd    |
| ------ | ------------------- | ---- | ------- |
| Goud   | Paola Pezzo         | ITA  | 1:50:51 |
| Zilver | Alison Sydor        | CAN  | 1:51:58 |
| Brons  | Susan DeMattei      | USA  | 1:52:36 |
| 4      | Gunn-Rita Dahle     | NOR  | 1:53:50 |
| 5      | Elsbeth Vink        | NED  | 1:54:38 |
| 6      | Annabella Stropparo | ITA  | 1:55:56 |
| 7      | Regina Marunde      | GER  | 1:57:21 |
| 8      | Kathy Lynch         | NZL  | 1:57:40 |

## Medaillespiegel
| rang   | land             | goud | zilver | brons | totaal |
| ------ | ---------------- | ---- | ------ | ----- | ------ |
| 1      | Frankrijk        | 5    | 3      | 1     | 9      |
| 2      | Italië           | 4    | 1      | 0     | 5      |
| 3      | Nederland        | 1    | 1      | 1     | 3      |
| 4      | Rusland          | 1    | 1      | 0     | 2      |
| 4      | Spanje           | 1    | 1      | 0     | 2      |
| 4      | Zwitserland      | 1    | 1      | 0     | 2      |
| 7      | Duitsland        | 1    | 0      | 1     | 2      |
| 8      | Canada           | 0    | 2      | 3     | 5      |
| 9      | Verenigde Staten | 0    | 2      | 1     | 3      |
| 10     | Australië        | 0    | 1      | 4     | 5      |
| 11     | Denemarken       | 0    | 1      | 0     | 1      |
| 12     | Groot-Brittannië | 0    | 0      | 2     | 2      |
| 13     | Japan            | 0    | 0      | 1     | 1      |
| totaal | totaal           | 14   | 14     | 14    | 42     |

Athene 1896 · 
Parijs 1900 · 
St. Louis 1904 · 
Londen 1908 · 
Stockholm 1912 · 
Antwerpen 1920 · 
Parijs 1924 · 
Amsterdam 1928 · 
Los Angeles 1932 · 
Berlijn 1936 · 
Londen 1948 · 
Helsinki 1952 · 
Melbourne 1956 · 
Rome 1960 · 
Tokio 1964 · 
Mexico-stad 1968 · 
München 1972 · 
Montréal 1976 · 
Moskou 1980 · 
Los Angeles 1984 · 
Seoel 1988 · 
Barcelona 1992 · 
Atlanta 1996 · 
Sydney 2000 · 
Athene 2004 · 
Peking 2008 · 
Londen 2012 · 
Rio de Janeiro 2016 ·
Tokio 2020 ·
Parijs 2024 ·
Los Angeles 2028
Medaillewinnaars: Baanwielrennen · BMX · Mountainbike · Wegwielrennen
Atletiek · Badminton · Basketbal · Boksen · Boogschieten · Gewichtheffen · Gymnastiek · Handbal · Hockey · Honkbal · Judo · Kanovaren · Moderne vijfkamp · Paardensport · Roeien · Schermen · Schietsport · Schoonspringen · Softbal · Synchroonzwemmen · Tafeltennis · Tennis · Voetbal · Volleybal · Waterpolo · Wielersport · Worstelen · Zeilen · Zwemmen